# Horreur à Arkham : Le Jeu de cartes
 (novembre 2017).
Horreur à Arkham : Le Jeu de Cartes, est un jeu de cartes évolutif de 1 à 4 joueurs dans le monde de Lovecraft et du mythe de Cthulhu où les joueurs incarnent des investigateurs chargés de résoudre des mystères en essayant de ne pas tomber dans la folie.  

## Principe
C'est un jeu coopératif où les joueurs endossent le rôle d’un investigateur et bâtissent un ensemble de cartes (deck) autour des capacités, compétences et équipements de ce personnage.
Les joueurs œuvrent ensemble contre un scénario constitué par un ensemble de cartes qui seront dévoilées au fur et à mesure du jeu et qui comporte des lieux, des monstres, des événements. 
Une série de scénarios interconnectés crée une campagne narrative au sein de laquelle un mystère plus général est élucidé. Dans chacun de ces scénarios, les investigateurs franchissent et explorent un certain nombre de lieux menaçants, cherchent des indices qui leur permettront de faire progresser l’histoire, et tentent d’éviter ou de terrasser les terribles forces du Mythe.
À mesure que se déroule la campagne, chaque investigateur obtient expérience et sagacité, qui lui permettent de se développer de bien des manières en ajoutant à son deck de nouvelles cartes de niveau élevé.
Les investigateurs doivent se protéger contre l’emprise croissante de la folie, tout en cherchant à survivre et à élucider le mystère.

## Les scénarios et extensions[1]
| 1                                      | Le Rassemblement                                      | 1-182   | 239             | Boite 1  |
| 2                                      | Les Masques de minuit                                 | 1-182   | 239             | Boite 1  |
| 3                                      | Le Dévoreur du dessous                                | 1-182   | 239             | Boite 1  |
| Campagne : L’Héritage de Dunwich       |                                                       |         |                 |          |
| Texte                                  | Prologue                                              | 1-105   | 161             | Boite 2  |
| 1                                      | Activité extrascolaire                                | 1-105   | 161             | Boite 2  |
| 2                                      | La banque gagne toujours                              | 1-105   | 161             | Boite 2  |
| 3                                      | Le Musée Miskatonic                                   | 106-146 | 60              | Add-on 1 |
| 4                                      | L’Express du Comté d’Essex                            | 147-183 | 60              | Add-on 2 |
| 5                                      | Du Sang sur l’Autel                                   | 184-224 | 60              | Add-on 3 |
| Texte                                  | Les Survivants                                        | 184-224 | 60              | Add-on 3 |
| 6                                      | Aux Frontières du Visible                             | 225-259 | 60              | Add-on 4 |
| 7                                      | Là où le destin attend                                | 260-298 | 60              | Add-on 5 |
| 8                                      | Perdu dans le Temps et l’espace                       | 299-333 | 60              | Add-on 6 |
| Texte                                  | Epilogue                                              | 299-333 | 60              | Add-on 6 |
| Campagne : La Route de Carcosa         |                                                       |         |                 |          |
| Texte                                  | Prologue                                              | 1-105   | 162             | Boite 3  |
| 1                                      | Baisser de Rideau                                     | 1-105   | 162             | Boite 3  |
| 2                                      | Le Dernier Roi                                        | 1-105   | 162             | Boite 3  |
| Texte                                  | Le prix de la folie                                   | 1-105   | 162             | Boite 3  |
| 3                                      | Les Échos du Passé                                    | 106-146 | 60              | Add-on 1 |
| 4                                      | Le Serment Indicible                                  | 147-188 | 60              | Add-on 2 |
| Texte                                  | Âme Perdue                                            | 147-188 | 60              | Add-on 2 |
| 5                                      | Le Spectre de la Vérité                               | 189-227 | 60              | Add-on 3 |
| 6                                      | Le Masque Blême                                       | 228-262 | 60              | Add-on 4 |
| 7                                      | Sous les Étoiles Noires                               | 263-303 | 60              | Add-on 5 |
| 8                                      | La Pâle Carcosa                                       | 304-342 | 60              | Add-on 6 |
| Texte                                  | Epilogue                                              | 304-342 | 60              | Add-on 6 |
| Campagne : La Civilisation Oubliée     |                                                       |         |                 |          |
| Texte                                  | Prologue                                              | 1-103   | 161             | Boite 4  |
| 1                                      | Une Contrée Sauvage                                   | 1-103   | 161             | Boite 4  |
| Texte                                  | Nuits Agitées                                         | 1-103   | 161             | Boite 4  |
| 2                                      | Le Fléau des Eztli                                    | 1-103   | 161             | Boite 4  |
| Texte                                  | La Fin de l'Expédition                                | 1-103   | 161             | Boite 4  |
| 3                                      | Les Fils du Destin                                    | 104-148 | 60              | Add-on 1 |
| 4                                      | Par-delà les Limites                                  | 149-191 | 60              | Add-on 2 |
| Texte                                  | L'Appel de la Jungle                                  | 149-191 | 60              | Add-on 2 |
| 5                                      | Le Cœur des Anciens                                   | 192-228 | 60              | Add-on 3 |
| 6                                      | La Cité des Archives                                  | 229-264 | 60              | Add-on 4 |
| Texte                                  | Les Captifs                                           | 229-264 | 60              | Add-on 4 |
| 7                                      | Les Profondeurs de Yoth                               | 265-303 | 60              | Add-on 5 |
| Texte                                  | Les Ténèbres                                          | 265-303 | 60              | Add-on 5 |
| 8                                      | Paradoxes Temporels                                   | 304-347 | 60              | Add-on 6 |
| Texte                                  | Epilogue                                              | 304-347 | 60              | Add-on 6 |
| Campagne : Le Cercle Brisé             |                                                       |         |                 |          |
| Texte                                  | Prologue : Disparitions dans la Demeure du Crépuscule | 1-108   | 166             | Boite 5  |
| 1                                      | L'Heure des Sorcières                                 | 1-108   | 166             | Boite 5  |
| 2                                      | Aux Portes de la Mort (Acte 1)                        | 1-108   | 166             | Boite 5  |
| Texte                                  | Rapport sur les Disparus                              | 1-108   | 166             | Boite 5  |
| 3                                      | Aux Portes de la Mort (Acte 2-3)                      | 1-108   | 166             | Boite 5  |
| Texte                                  | Le Prix du Progrès                                    | 1-108   | 166             | Boite 5  |
| 3                                      | Le Nom Secret                                         | 109-150 | 60              | Add-on 1 |
| 4                                      | Le Salaire du Péché                                   | 151-185 | 60              | Add-on 2 |
| 5                                      | Pour le Bien Commun                                   | 186-228 | 60              | Add-on 3 |
| Texte                                  | Le Cercle Restreint                                   | 186-228 | 60              | Add-on 3 |
| 6                                      | Union et Désillusion                                  | 229-272 | 60              | Add-on 4 |
| 7                                      | Dans les Griffes du Chaos                             | 273-312 | 60              | Add-on 5 |
| Texte                                  | Coup du sort                                          | 273-312 | 60              | Add-on 5 |
| 8                                      | Devant le Trône Noir                                  | 313-346 | 60              | Add-on 6 |
| Texte                                  | Epilogue                                              | 313-346 | 60              | Add-on 6 |
| Campagne : Les Dévoreurs de Rêves      |                                                       |         |                 |          |
| Texte                                  | Prologue                                              | 1-109   | 161             | Boite 6  |
| 1                                      | Par-delà la Mur du Sommeil                            | 1-109   | 161             | Boite 6  |
| 2                                      | Cauchemar Éveillé                                     | 1-109   | 161             | Boite 6  |
| Texte                                  | Le Chat Noir                                          | 1-109   | 161             | Boite 6  |
| 3                                      | À la Recherche de Kadath                              | 110-154 | 60              | Add-on 1 |
| 4                                      | Mille Nuances d’Horreur                               | 155-194 | 60              | Add-on 2 |
| Texte                                  | Les Onironautes                                       | 155-194 | 60              | Add-on 2 |
| 5                                      | Face Cachée de la Lune                                | 195-233 | 60              | Add-on 3 |
| 6                                      | Point de Non-Retour                                   | 234-275 | 60              | Add-on 4 |
| Texte                                  | Les Grands Anciens                                    | 234-275 | 60              | Add-on 4 |
| 7                                      | La Demeure des Dieux                                  | 276-322 | 60              | Add-on 5 |
| 8                                      | Tisseuse du Cosmos                                    | 323-354 | 60              | Add-on 6 |
| Texte                                  | Epilogue                                              | 323-354 | 60              | Add-on 6 |
| Campagne : La Conspiration d'Innsmouth |                                                       |         |                 |          |
| Texte                                  | Prologue                                              | 1-109   | 161             | Boite 7  |
| 1                                      | Le Gouffre du Désespoir                               | 1-109   | 161             | Boite 7  |
| 2                                      | La Disparition d'Elina Harper                         | 1-109   | 161             | Boite 7  |
| 3                                      | Mouillés jusqu'au cou                                 | 108-151 | 60              | Add-on 1 |
| 4                                      | Le Récif du Diable                                    | 152-188 | 60              | Add-on 2 |
| 5                                      | Horreur à Toute Vitesse                               | 189-219 | 60              | Add-on 3 |
| 6                                      | Une Lueur dans le Brouillard                          | 220-260 | 60              | Add-on 4 |
| 7                                      | La Tanière de Dagon                                   | 261-300 | 60              | Add-on 5 |
| 8                                      | Dans le Maelström                                     | 301-338 | 60              | Add-on 6 |
| Renouveau des campagnes                |                                                       |         |                 |          |
| 1                                      | La Nuit de la Zélatrice                               |         | 66              | Boite    |
| 2                                      | L'Héritage de Dunwich                                 |         | 104             | Boite    |
| 3                                      | La Route de Carcosa                                   |         | 104             | Boite    |
| 4                                      | La Civilisation Oubliée                               |         | 104             | Boite    |
| 5                                      | Le Cercle Brisé                                       |         | 110 + 22 tarots | Boite    |
| Scénarios indépendants                 |                                                       |         |                 |          |
| 1                                      | La Malédiction du Rougarou                            |         | 62              | Blister  |
| 2                                      | Le Carnaval des Horreurs                              |         | 62              | Blister  |
| 3                                      | Les Labyrinthes de la Folie                           |         | 80              | Blister  |
| 4                                      | Gardiens de l'Abîme                                   |         | 78              | Blister  |
| 5                                      | Meurtre à l’Hôtel Excelsior                           |         | 78              | Blister  |
| 6                                      | Le Dévoreur de Toute Chose                            |         | 78              | Blister  |
| 7                                      | Horreur à Warkham - La Cabale de Myarlathotep         |         | 78              | Blister  |
| 8                                      | La Guerre Des Dieux Extérieurs                        |         | 78              | Blister  |
| 9                                      | Machinations au fil du temps                          |         | 78              | Blister  |
| 10                                     | Fortune et Folie                                      |         | 78              | Blister  |
| 11                                     | Gala au Coeur de l'Hiver                              |         | 78              | Blister  |
| Decks de départ Investigateurs         |                                                       |         |                 |          |
| 1                                      | Nataniel Cho                                          |         | 61              | Blister  |
| 2                                      | Harvey Walters                                        |         | 61              | Blister  |
| 3                                      | Winifred Habbamok                                     |         | 61              | Blister  |
| 4                                      | Jacqueline Fine                                       |         | 61              | Blister  |
| 5                                      | Stella Clark                                          |         | 61              | Blister  |

## Édition révisée
À partir de 2021, Flight Fantasy Games change le packaging du jeu. La première modification porte sur la boite de base qui est étendue pour quatre joueurs. Il n'est plus nécessaire d’acquérir deux boites de base pour jouer à 3 ou 4. La nouvelle boîte comprend une seconde copie des 96 cartes joueurs ainsi que 13 cartes additionnelles qui n'étaient disponibles que dans des extensions. Elle comporte aussi des améliorations telles qu'un sac du chaos, un jeton premier joueur, etc.
Cette nouvelle boite est entièrement compatible avec l'ancien packaging. Elle n'apporte aucune carte qui n'existait pas dans la précédente présentation même si le graphisme de certaines d'entre elles a été légèrement modifié.
La seconde modification porte sur l'édition des campagnes additionnelles. Elles sont désormais publiées en deux parties qui remplacent la boite d'extension et les scénarios complémentaires. La première partie comporte les cartes « Investigateurs » et la seconde les cartes « Scénario ». Les deux boites peuvent être acquises et jouées séparément même si elles sont reliées scénaristiquement. Cette nouvelle présentation affecte aussi le rythme de publication. Les nouvelles campagnes sont publiées en deux fois contrairement au rythme mensuel avec l'ancien packaging.
L'éditeur a entrepris de republier les anciennes campagnes selon le nouveau format.
| Boites au format révisé                                | Nombre de cartes |
| ------------------------------------------------------ | ---------------- |
| Boite de base - Campagne La Nuit de la Zélatrice       | 366              |
| L'héritage de Dunwich - Extension Campagne             | 307              |
| L'héritage de Dunwich - Extension Investigateurs       | 214              |
| La Route de Carcosa - Extension Campagne               | 305              |
| La Route de Carcosa - Extension Investigateurs         | 205              |
| La Civilisation Oubliée - Extension Campagne           | 323              |
| La Civilisation Oubliée - Extension Investigateurs     | 198              |
| Le Cercle Brisé - Extension Campagne                   | 342              |
| Le Cercle Brisé - Extension Investigateurs             | 199              |
| Les Dévoreurs de Rêves - Extension Campagne            | 195              |
| Les Dévoreurs de Rêves - Extension Investigateurs      | 195              |
| La Conspiration d'Innsmouth - Extension Campagne       | 326              |
| La Conspiration d'Innsmouth - Extension Investigateurs | TBD              |
| Aux Confins de la Terre - Extension Campagne           | 343              |
| Aux Confins de la Terre - Extension Investigateurs     | 238              |
| Les clefs écarlates - Extension Investigateurs         | 240              |
| Les clefs écarlates - Extension Campagne               | 393              |
| Le Festin de Hemlock Vale - Extension Investigateurs   | 234              |
| Le Festin de Hemlock Vale - Extension Campagne         | 355              |